# 伯公坳水库
伯公坳水库，是广东省广州市花都区的一个水库。水库位于狮岭镇北部，与清远市毗邻。水库1970年动工，1974年5月竣工。水库库坝高39.5米，坝长108米，集雨面积6.7平方公里，总库容量108万立方米。